# Campeonato Europeo de Curling Masculino de 2013
El XXXIX Campeonato Europeo de Curling Masculino se celebró en Stavanger (Noruega) entre el 22 y el 30 de noviembre de 2013 bajo la organización de la Federación Mundial de Curling (WCF) y la Federación Noruega de Curling.
Las competiciones se realizaron en la Sørmarka Arena de la ciudad noruega.

## Tabla de posiciones
| Pos | Equipo          | G | P | G–P |
| --- | --------------- | - | - | --- |
| 1   | Noruega         | 8 | 1 | –   |
| 2   | Suiza           | 7 | 2 | 2–0 |
| 3   | Dinamarca       | 7 | 2 | 1–1 |
| 4   | Escocia         | 7 | 2 | 0–2 |
| 5   | Suecia          | 5 | 4 | –   |
| 6   | Rusia           | 4 | 5 | –   |
| 7   | República Checa | 3 | 6 | –   |
| 8   | Letonia         | 2 | 7 | –   |
| 9   | Francia         | 1 | 8 | 1–0 |
| 10  | Finlandia       | 1 | 8 | 0–1 |

## Cuadro final
|  | Clasif. a semifinal | Clasif. a semifinal | Clasif. a semifinal |  |  | Semifinal | Semifinal |  |              | Final        | Final |
|  |                     |                     |                     |  |  |           |           |  |              |              |       |
|  | 1                   | Noruega             | 7                   |  |  |           |           |  |              |              |       |
|  | 2                   | Suiza               | 4                   |  |  |           |           |  |              | Noruega      | 6     |
|  |                     |                     |                     |  |  | Suiza     | 8         |  | Suiza        | 8            |       |
|  |                     | Dinamarca           | 7                   |  |  |           |           |  |              |              |       |
|  | 3                   | Dinamarca           | 6                   |  |  |           |           |  | Tercer lugar | Tercer lugar |       |
|  | 4                   | Escocia             | 5                   |  |  |           |           |  |              |              |       |
|  |                     |                     |                     |  |  |           |           |  |              | Dinamarca    | 6     |
|  |                     |                     |                     |  |  |           |           |  |              | Escocia      | 7     |

## Medallistas
| Evento | Oro                                                                                    | Plata                                                                                               | Bronce                                                                               |
| ------ | -------------------------------------------------------------------------------------- | --------------------------------------------------------------------------------------------------- | ------------------------------------------------------------------------------------ |
| Equipo | Suiza · Sven Michel · Claudio Pätz · Sandro Trolliet · Simon Gempeler · Benoît Schwarz | Noruega · Thomas Ulsrud · Torger Nergård · Christoffer Svae · Håvard Vad Petersson · Markus Høiberg | Escocia David Murdoch Greg Drummond Scott Andrews Michael Goodfellow Thomas Brewster |